# Gheorghe Buzdugan (magistrat)
Gheorghe Buzdugan (n. 10/22 februarie 1867, Focșani, Vrancea, România – d. 7 octombrie 1929, București, România) a fost un om politic și un jurist român, membru de onoare (din 1929) al Academiei Române. A fost membru al Regenței instituite în urma renunțării la tron a principelui Carol.

## Biografie
Licențiat la Facultatea de Drept din București, Gheorghe Buzdugan este numit în ianuarie 1892 substitut la Tribunalul Neamț, de unde este în curând mutat la Râmnicu Sărat, în aceeași calitate. În noiembrie din același an, devine supleant la tribunalul Râmnicu Sărat, apoi la tribunalul Covurlui, unde este înaintat judecător de ședință la 20 iunie 1895. Numit președinte al tribunalului Dorohoi, la 30 septembrie 1900 - și apoi succesiv al secțiunii II-a a Tribunalului Brăila și al secțiunii a III-a a Tribunalului Ilfov - este înaintat Consilier la Curtea de Apel din București la 1 septembrie 1905, pentru a trece ca prezident al Secțiunii IV-a a  aceleiași Curți la 31 mai 1910. Consilier  la Curtea de Casație în urma decretului din 30 octombrie 1910 și repartizat secțiunii II-a, devine președintele secțiunii I-a a Înaltei Curți după război, la 28 august 1919. 
La 5 august 1924, printr-un Înalt Decret Regal, George V. Buzdugan era învestit cu suprema hermină a organizării judiciare, fiind înălțat în fruntea magistraturii României, în calitate de Prim-Președinte al Înaltei Curți de Casație și Justiție. Desemnat ca eventual regent prin legea din 4 ianuarie 1926, care schimba ordinea succesiunii la Tronul României, George Buzdugan își părăsește la moartea Regelui Ferdinand I înalta lui funcție judecătorească, spre a primi sarcina celei mai grele dintre magistraturile politice: la 20 iulie 1927, împreună cu Alteța Sa Regală Principele Nicolae și cu I.P.S. Patriarh Miron Cristea, el depunea în fața Corpurilor Legiuitoare reunite jurământul de Înalt Regent al Țării, luând astfel în mâini destinele țării pentru perioada minorității Regelui Mihai I, care ajungea la majorat peste 10 ani, în 1939.

## Relația cu lumea politică și casa regală
Gheorghe Buzdugan și-a exercitat funcția politică într-o perioadă dificilă pentru România Mare care trecea prin cea mai importantă criză monarhică. În acest timp el a relaționat cu politicienii momentului și cu membri casei regale stârnind admirație. Calitățile și valorile sale erau date de dorința de dreptate, respectul față de tradiții și istorie.[1] A fost vizitat în ultimele zile de I. Mihalache, ministrul Agriculturii, de Principesa mamă Elena, Iuliu Maniu și alții. Vestea morții sale a sensibilizat întregul spectru politic al țării.

## Decesul și înmormântarea
George V. Buzdugan a încetat din viață la 7 octombrie 1929, în locuința sa din București, str. General Budișteanu nr. 16, în mijlocul familiei sale și în prezența prim-ministrului de la acea vreme Iuliu Maniu. La orele 16 a avut loc ceremonia transportării rămășițelor la Ateneul Român. Numeroase oficialități au depus coroane printre care și Regele Mihai I, Principesa Elena, legațiile străine. Au mai fost depuse coroane din partea guvernelor francez, german, belgian, turc, din partea regelui Serbiei, a Bancii Naționale a României etc. Serviciul religios a fost oficiat de către P.S. Platon Ciosu și P.S. Tit Simedrea, vicarii Patriarhiei.
După terminarea slujbei opt ostași îmbrăcați în negru au ridicat sicriul și purtându-l pe umeri l-au dus în curtea Ateneului unde l-au depus pe un afet de tun, tras de șase cai de pompe funebre. Alaiul s-a îndreptat spre Gara de Nord, unde trenul mortuar aștepta îmbrăcat în tricolor, zăbranic și brad. De menționat că pe toată durata ceremoniei și până la înhumarea sicriului, alături de familia îndurerată a fost prim-ministrul Iuliu Maniu.
A fost înmormântat în localitatea Satu Nou (în prezent Gheorghe Doja, Bacău), unde avea o moșie. Ulterior, în 1930, satul a fost redenumit „Gheorghe Buzdugan”, în memoria eminentului jurist, dar în 1950 autoritățile comuniste au schimbat numele satului „Gheorghe Buzdugan” în „Gheorghe Doja”.

## Testamentul
Gheroghe Buzdugan a lăsat un testament scris înainte de intrarea lui în Regență. Aceasta a fost găsit de familia lui și conținea o dispoziție cu privire la împărțirea averii între copii săi.[1]
[1] Cuventul, octombrie 1929 (Anul 5, nr. 1597-1627)1929-10-09 / nr. 1605.